# علم الجمهورية العربية الصحراوية الديمقراطية
علم الجمهورية العربية الصحراوية الديمقراطية، هو مزيج من ألوان الوحدة العربية والرموز المتعلقة بالإسلام. تم اعتماد العلم أصلا في 28 فبراير 1976م، وتمّ تعديله تعديلا طفيفا في يوليو 1991.

## الوصف

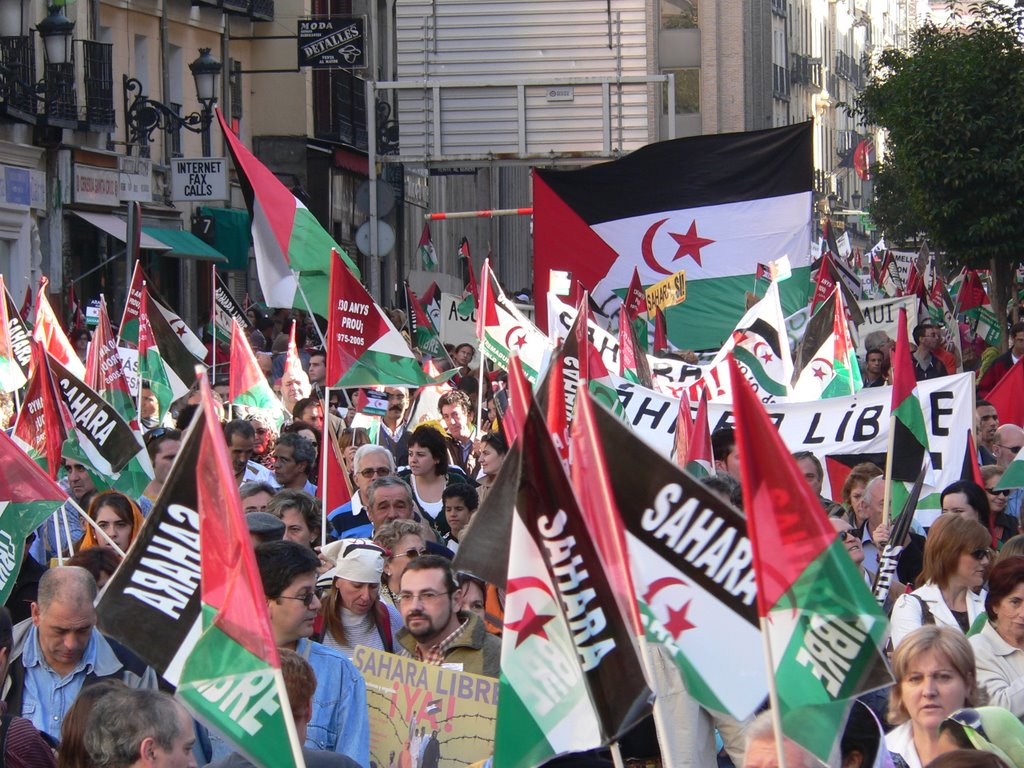
تظاهر

العلم تستعمله جبهة البوليساريو ويشتمل على ثلاثة ألوان أفقية هي الأسود والأبيض والأخضر وفي المنتصف يوجد هلال ونجمة باللون الأحمر. تصميم العلم يشابه علم فلسطين بصورة كبيرة حيث يعتقد أن معركة جبهة البوليساريو في تحرير الصحراء الغربية من الحكم المغربي تشبه معركة تحرير فلسطين. ألوان العلم مشتقة من ألوان التحرير العربية. النجمة والهلال تعبر عن الإسلام ويمكن رؤيتها على العديد من أعلام الدول العربية في المغرب العربي كعلم تونس، والجزائر، وليبيا وموريتانيا.

## دلالة ألوان العلم الصحراوي

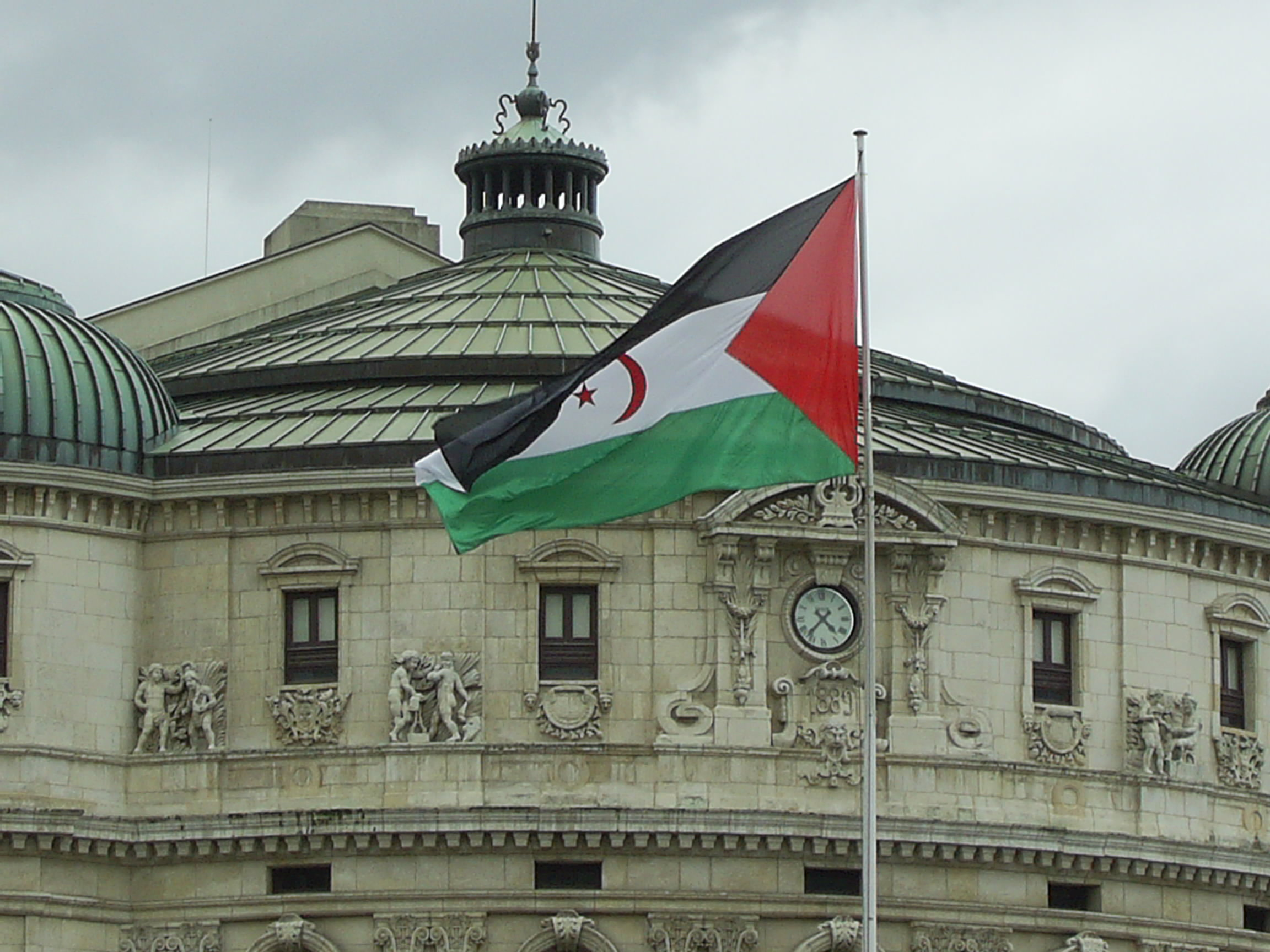
علم الجمهورية العربية الصحراوية بمدينة بلباو إسبانيا

يتكون العلم من ثلاث ألوان وهي من أعلى لأسفل اللون الأسود ثم اللون الأبيض ثم اللون الأخضر، وأيضا مثلث متساوي الساقين أحمر اللون، ولكل لون في العلم دلالة مميزة له وهي كالتالي:
- اللون الأسود: للدلالة عما تمر به «دولة الشعب الصحراوي» من ظلم واضطهاد تحت وطأة «الاحتلال المغربي» حسب تعبيرهم.
- اللون الأبيض: يشير اللون الأبيض للسلام والأخوة، كما يشير إلى أن الشعب الصحراوي شعب طيب ويرغب فقط في السلام والعيش بحرية في أرضه.
- اللون الأخضر: يشير هذا اللون للأمل في غد أفضل تخضر فيه الأرض، وتشير أيضا للمشروع الوطني الذي يهدف للنماء.
- اللون الأحمر: يشير إلى دماء الشهداء والتي روت أرض الوطن «الصحراوي».

## وصلات خارجية
- الصحراء الغربية في موقع فلاغز أوف ذا وورلد